# Fernando Cento
Fernando Cento (né le 10 août 1883 à Pollenza, dans les Marches, Italie, et mort le 13 janvier 1973 à Rome) est un cardinal italien de l'Église catholique du XXe siècle, nommé par le pape Jean XXIII.

## Biographie
Fernando Cento est chanoine et curé à la cathédrale de Macerata. Il est ordonné évêque d'Acireali (Sicile) en 1922 et est consacré le 3 septembre de la même année par Giovanni Tacci Porcelli avec comme co-consécrateurs Domenico Pasi et Placido Ferniani, et nommé archevêque titulaire de Séleucie-de-Piérie (de) en 1926. Il est nonce apostolique au Venezuela (en) en 1926, nonce apostolique au Pérou (en) en 1936, nonce apostolique en Équateur (en) en 1937, nonce apostolique en Belgique (en)-Luxembourg (en) en 1946 et nonce apostolique au Portugal (en) en 1953.
Le pape Jean XXIII le crée cardinal au consistoire du 15 décembre 1958. Le cardinal Cento est nommé Pénitencier majeur en 1962. Il participe au conclave de 1963, à l'issue duquel Paul VI est élu et assiste au IIe concile du Vatican en 1962-1965.

## Succession apostolique
La succession apostolique est:
- Évêque Salvador Montes de Oca (es) (1927)
- Évêque José Félix Heredia Zurita, S.I. (1938)
- Évêque León Buenaventura de Uriarte Bengoa, O.F.M. (1940)
- Cardinal Juan Gualberto Guevara y de la Cuba (1941)
- Évêque Teodosio Moreno Quintana (1941)
- Archevêque Jacinto Valdivia Ortiz (es) (1941)
- Évêque Victorino Alvarez, S.D.B. (1941)
- Évêque Fortunato Chirichigno Pontolido, S.D.B. (1941)
- Évêque José Constantino García Pulgar, O.S.A. (1942)
- Évêque Daniel Figueroa Villón (es) (1945)
- Évêque Alberto Maria Dettmann y Aragón, O.P. (1945)
- Évêque Carlos Alberto Arce Masías (es) (1945)
- Évêque Léon Lommel (de) (1949)
- Archevêque Manuel Nunes Gabriel (pt) (1957)
- Archevêque Gaetano Alibrandi (1961)